# Microstylum rufinevrum
Microstylum rufinevrum là một loài ruồi trong họ Asilidae. Microstylum rufinevrum được Macquart miêu tả năm 1855.